# Abedal Maleque de Marrocos
Mulei Abedal Maleque, Abedalmáleque ou Abedelméleque (em árabe: ﻣﻮﻻﻱ عبد الملك; romaniz.: Mawlāyy ‘Abd al-Malik) foi sultão de Marrocos da dinastia alauita em 1728. Foi antecedido no trono pelo primeiro governo de Amade e foi seguido no trono novamente por Amade.